# Palazzo del Corriere dello Sport
Palazzo del Corriere dello Sport é um palácio modernista localizado na esquina da Piazza dell'Indipendenza com a Via dei Mille, no rione Castro Pretorio de Roma. Construído em 1956 pelo arquiteto Attilio Lapadula, abriga desde a inauguração a jornal esportivo Corriere dello Sport.